# Michał Kobyliński (1890–1940)
Michał Kobyliński (ur. 16 września 1890 w Zagórowie, zm. między 13 a 14 kwietnia 1940 w Katyniu) – polski nauczyciel, społecznik, porucznik rezerwy piechoty Wojska Polskiego, ofiara zbrodni katyńskiej.

## Życiorys
Michał Kobyliński urodził się 16 września 1890 w Zagórowie w powiecie słupeckim w Kaliskiem. Miał sześcioro rodzeństwa, czterech braci i dwie siostry. Jego ojciec, Jan Kobyliński, był rolnikiem i wójtem Zagórowa. Matką Michała była Franciszka z domu Ulatowska. Zamożna mieszczańska rodzina Kobylińskich pochodziła pierwotnie z Wrześni, a w Zagórowie osiedliła się na początku XIX w.
Po ukończeniu szkoły powszechnej w Zagórowie uczył się w Męskim Gimnazjum Klasycznym w Kaliszu w latach 1901–1905. Podczas rewolucji 1905 roku w Królestwie Polskim w styczniu i lutym 1905 wziął udział w strajku szkolnym. Został relegowany z gimnazjum za podpisanie petycji z żądaniem wprowadzenia nauczania w języku polskim, zniesienia systemu policyjnego, przyznania prawa zakładania kółek koleżeńskich, prawa głosu uczniom w sprawach ich dotyczących, nieusuwania ze szkoły za poglądy polityczne i kontroli społecznej nad szkołą.
Pragnąc zostać nauczycielem na terenach wiejskich w 1909 rozpoczął naukę w Seminarium Nauczycielskim w Łęczycy, które ukończył w 1912. 1 sierpnia 1912 otrzymał posadę nauczyciela szkoły powszechnej w Tubądzinie w powiecie sieradzkim, gdzie rozpoczął nauczanie w języku polskim, za co został ukarany naganą przez inspektora oświaty.
Po wybuchu I wojny światowej 1 sierpnia 1914 wcielono go, jako szeregowego, do armii carskiej, w której służył w 184 Warszawskim Pułku Piechoty oraz w 113 Staroruskim Pułku Piechoty w Tambowie, Smoleńsku i Moskwie. W 1915 został skierowany do Szkoły Chorążych w Telawi na Kaukazie, po której ukończeniu 20 marca 1916 uzyskał awans na stopień chorążego (praporszczika). Następnie, w grudniu tego samego roku został wysłany na front turecki, gdzie brał udział w walkach w Azji Mniejszej. 2 grudnia 1917 roku na własną prośbę został przeniesiony do I Korpusu Polskiego w Rosji generała Józefa Dowbor-Muśnickiego, gdzie służył w ramach 3 Pułku Strzelców Polskich, a następnie walczył na froncie w szeregach Legii Oficerskiej.
Po rozbrojeniu oddziałów polskich przez władze niemieckie powrócił do Polski we wrześniu 1918, a 1 października tego samego roku rozpoczął pracę jako nauczyciel w Publicznej Szkole Powszechnej w Szymanowicach w ówczesnym powiecie słupeckim.
W czasie wojny polsko-bolszewickiej 13 września 1919 został powołany do odrodzonego Wojska Polskiego w stopniu podporucznika jako oficer gospodarczy. Otrzymał przydział do centrum wyszkolenia dywizji 21 pułku Strzelców Polskich przybyłej z Francji Armii Hallera, a następnie w szeregach 145 pułku piechoty Strzelców Kresowych, przemianowanego później na 72 pułk piechoty, walczył z Sowietami na froncie. 1 kwietnia 1921 otrzymał awans na stopień porucznika. Po demobolizacji po zawarciu pokoju ryskiego odszedł z wojska 27 października 1921 jako porucznik rezerwy i powrócił do wykonywania zawodu nauczyciela.
1 listopada 1921 został mianowany pełniącym obowiązki kierownika siedmioklasowej Publicznej Szkoły Powszechnej w Tuliszkowie w ówczesnym powiecie konińskim, której pełnoprawnym kierownikiem wyznaczono go 1 września 1923. W Tuliszkowie był współorganizatorem i członkiem miejsko-gminnego koła Ligi Obrony Powietrznej Państwa.
Od 1 września 1924 objął funkcję pełniącego obowiązki kierownika siedmioklasowej Publicznej Szkoły Powszechnej w Golinie w powiecie konińskim, a od 1 kwietnia 1927 został mianowany jej kierownikiem, którym pozostał do wybuchu II wojny światowej. Za jego kadencji wybudowano nowy gmach szkoły. Podczas pracy w Golinie zaangażował się w życie społeczne miasta, w tym w działalność miejscowej jednostki ochotniczej straży pożarnej, której przez długi czas był skarbnikiem. Ukończył także liczne kursy dokształcające, w tym w 1930 Państwowy Wyższy Kurs Nauczycielski (w grupie humanistycznej) w Toruniu.
W 1934, jako oficer rezerwy „powyżej 40 roku życia” pozostawał w ewidencji Powiatowej Komendy Uzupełnień Konin. Posiadał przydział do Oficerskiej Kadry Okręgowej Nr VII.
W czasie kampanii wrześniowej w nieznanych okolicznościach dostał się do niewoli sowieckiej. Według stanu na kwiecień 1940 był jeńcem w obozie NKWD w Kozielsku. Między 11 a 12 kwietnia 1940 został przekazany do dyspozycji naczelnika smoleńskiego obwodu NKWD – jego dane widnieją na liście wywózkowej nr 025/3 z 9 kwietnia 1940. Został zamordowany między 13 a 14 kwietnia 1940 przez NKWD w lesie katyńskim. Zidentyfikowany podczas ekshumacji prowadzonej przez Niemców w 1943 (zapis w dzienniku ekshumacji pod datą 5 lipca 1943). Przy szczątkach znaleziono zdjęcia, widokówkę i legitymację nauczycielską. Figuruje na liście AM-202-1317 i liście Komisji Technicznej PCK pod numerem GARF-44-01317. Pochowany na Polskim Cmentarzu Wojennym w Katyniu.

## Rodzina
Stryjem i ojcem chrzestnym Michała Kobylińskiego był znany społecznik ksiądz Kacper Kobyliński, a jego bratem ciotecznym kapitan artylerii Jan Anasiewicz, współwięzień obozu w Kozielsku, również zamordowany w Katyniu w kwietniu 1940.
14 czerwca 1916 w Piatigorsku w Rosji, podczas służby w armii carskiej, zawarł związek małżeński z Kazimierą Żakiewicz (1894–1974), z którą miał syna Mariusza Kobylińskiego (1933–2000).

## Upamiętnienie
Minister Obrony Narodowej Aleksander Szczygło decyzją nr 439/MON z 5 października 2007 awansował pośmiertnie Michała Kobylińskiego na stopień kapitana. Awans został ogłoszony 9 listopada 2007 w Warszawie w trakcie uroczystości „Katyń Pamiętamy – Uczcijmy Pamięć Bohaterów”.
W ramach akcji „Katyń... Ocalić od zapomnienia” 15 kwietnia 2010 w Golinie na terenie Szkoły Podstawowej im. Juliusza Słowackiego dokonano uroczystego odsłonięcia obelisku poświęconego pamięci Michała Kobylińskiego i wszystkich ofiar Katynia oraz posadzenia dębu pamięci Michała Kobylińskiego.
1 stycznia 1986 Minister Spraw Wojskowych, ppłk dypl. inż. Jerzy Przemysław Morawicz nadał odznakę pamiątkową Krzyż Kampanii Wrześniowej 1939 r. wszystkim Polakom – ofiarom zbrodni w Katyniu.
Michał Kobyliński jest wymieniony na tablicy pamiątkowej ścianie kościoła św. Piotra i Pawła w Zagórowie wśród nazwisk parafian zagórowskich, którzy zginęli za ojczyznę w latach 1939–1945 oraz na tablicy pamiątkowej umieszczonej na ścianie Domu Zemełki w Koninie ku czci „Nauczycieli powiatu konińskiego – ofiar wojny 1939–1945” ufundowanej przez Związek Nauczycielstwa Polskiego.

## Odznaczenia
- Srebrny Krzyż Zasługi – 11 sierpnia 1937 za zasługi na polu pracy społecznej.
- Medal Dziesięciolecia Odzyskanej Niepodległości – 23 stycznia 1929.
- Srebrny Medal Za Długoletnią Służbę – 22 listopada 1938.
- Brązowy Medal Za Długoletnią Służbę – 25 maja 1938.